# Округ Смит (Мисисипи)
Округ Смит (енгл. Smith County) је округ у америчкој савезној држави Мисисипи.

## Демографија
По попису из 2010. године број становника је 16.491, што је 309 (1,9%) становника више него 2000. године.
| Група             | 2000.          | 2010.          |
| Белци             | 12.268 (75,8%) | 12.421 (75,3%) |
| Афроамериканци    | 3.739 (23,1%)  | 3.776 (22,9%)  |
| Азијати           | 16 (0,1%)      | 13 (0,1%)      |
| Хиспаноамериканци | 96 (0,6%)      | 198 (1,2%)     |
| Укупно            | 16.182         | 16.491         |